# Нижнефранкские языки

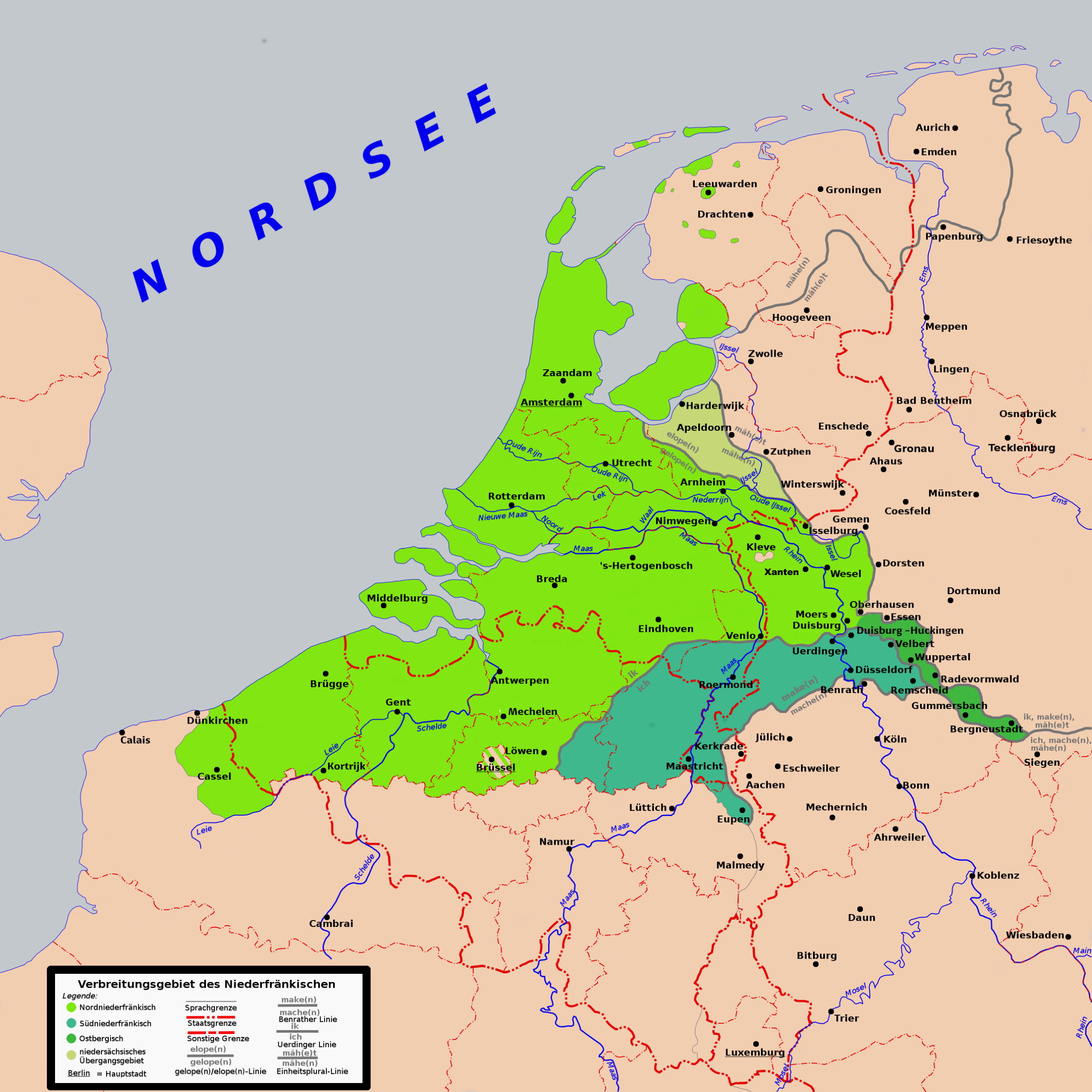
Область нижнефранкских диалектов на северо-западе Европы

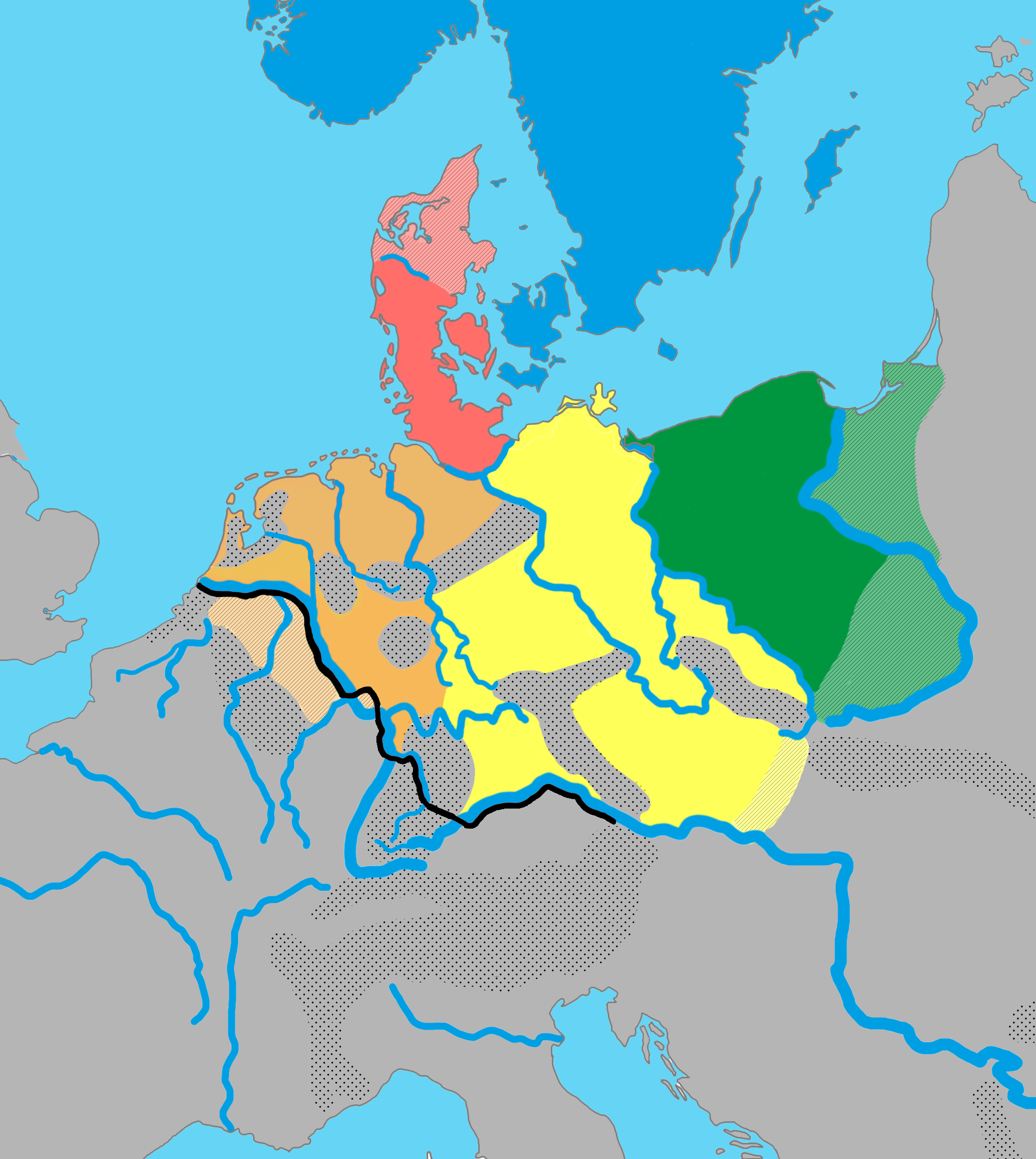
Распространение германских диалектных групп в Европе около 1 года нашей эры:
Северогерманские языки
Ингвеонские языки
Иствеонские языки
Ирминонские языки
Восточногерманские языки

Нижнефра́нкские диале́кты (нем. Niederfränkisch, нидерл. Nederfrankisch) — группа диалектов западногерманского диалектного континуума (а именно немецкого и нидерландского языков). Распространены на территории Нидерландов, северной части Бельгии (Фландрия), частично севера Франции и запада Германии в области Нижнего Рейна. За пределами континентальной Европы диалекты нижнефранкской группы распространены в Суринаме, Намибии и Южной Африке.

## Границы нижнефранкских диалектов
Точные границы нижнефранкского сложно определить, так как на предположительных границах наблюдается его смешение с соседними языками и диалектами. Признанным является то, что область распространения нижнефранкского севернее линии Бенрата и западнее вестфальской изоглоссы (также известна как Einheitsplurallinie, отделяющая нижнесаксонские диалекты от франкских). На юго-западе нижнефранкский ограничен французским языком, ближе к побережью наблюдается усиление фризского языка. С позиций территориальных большая площадь распространения приходится на Нидерланды и север Бельгии.
Проблема развития диалекта заключается в том, что он постепенно вытесняется государственными языками в своём литературном варианте: немецким в Германии, нидерландским — в Нидерландах. Число носителей нижненемецких диалектов стремительно уменьшается.

## Классификация
На сегодняшний день к нижнефранкскому принято относить:
- Нидерландский язык (Nederlandse taal)

- Брабантские диалекты (Brabants)

- Западнобрабантские диалекты (West-Brabants)
- Восточнобрабантские диалекты (Oost-Brabants)
- Южнобрабантские диалекты (Zuid-Brabants)

- Голландский диалект (Hollands)
- Лимбургский диалект (Limburgs)
- Фламандские диалекты (Vlaams)

- Восточнофламандский диалект (Oost-Vlaams)
- Западнофламандские диалекты (West-Vlaams)

- Французско-западнофламандский диалект (Frans-Vlaams)

- Зеландский диалект (Zeeuws)

- Африкаанс (Afrikaans)
- Негерголландский диалект (Negerhollands)
- Цейлонско-голландский креольский язык (Ceylons-Nederlands)
- Нижнерейнские диалекты (Niederrheinisch) в Германии

- Северонижнефранкский (клеверландский) диалект (Nordniederfränkisch или Kleverländisch) — распространён в районе городов Клеве и Везель на северо-западе земли Северный Рейн-Вестфалия в Германии

- Восточнобергский диалект (Oost-Bergisch/Ostbergisch) — иногда как лимбургско-вестфальский диалект — распространён между городами Мюльхайм-ан-дер-Рур и Эссен на севере и Вупперталь и Бергнойштадт на юге — в центрально-западной части земли Северный Рейн-Вестфалия в Германии

- Южнонижнефранкский диалект (Zuid-Nederfrankisch, Südniederfränkisch) — также как восточно-лимбургский диалект (Oost-Limburgs/Ost-Limburgisch) или лимбургско-бергишский диалект

- Западнобергский диалект (Bergisch, (West-)Bergisch) — распространён в районах городов Дюссельдорф—Золинген на западе земли Северный Рейн-Вестфалия в Германии
- Крефельдский диалект (Krieewelsch, Krefelderisch) — в городе Крефельд на западе земли Северный Рейн-Вестфалия в Германии

## Нижнерейнский диалект
В Германии нижнерейнские диалекты встречаются в Северном Рейне-Вестфалии, а именно — по обеим сторонам Нижнего Рейна к западу от рубежа нижнесаксонских и нижнефранкских диалектов. Зону диалекта образует линия Бохольт—Эссен—Вупперталь-Бармен—Випперфюрт и линия Урдингена. Иначе нижненемецкие диалекты Германии обозначают нижнерейнскими и включают в них клеверландский диалект (северонижнефранкский в Германии), восточнобергский и восточнолимбургский (южнонижнефранкский в Германии) диалекты. К последнему относят в Германии западнобергский диалект (Westbergisch) и крефельдский (Krieewelsch) диалекты.